# 泽农·利奇内尔斯基
泽农·利奇内尔斯基（波蘭語：Zenon Licznerski，1954年11月27日—），波兰男子田径运动员。他曾代表波兰参加1976年和1980年夏季奥林匹克运动会田径比赛，其中1980年奥运会获得一枚银牌。